# Faubourg (romanzo)
Faubourg è un romanzo di Georges Simenon, scritto a Papeete (Tahiti) nel 1935 ma pubblicato solo nel 1937 da Gallimard, Parigi. Un preoriginale era stato edito a puntate sul periodico «Marianne»,  dal numero 175 al 183  nel 1936. In italiano è stato pubblicato per la prima volta nel 1961, con il titolo Periferia  nella collana "I romanzi di Simenon",  presso Arnoldo Mondadori Editore per la traduzione di Sergio Morando. Nel 2013 Adelphi ha pubblicato nuovamente il romanzo mantenendo il titolo originale Faubourg, in una nuova  traduzione di Massimo Romano.

## Trama
In una cittadina di provincia, non definita, scendono dal treno un tipo oltre la quarantina e una donna piacente. Lui si presenta come De Ritter, lei semplicemente come Lea. Dalle prime pagine si intuisce che la donna ha lasciato da poco la casa chiusa dove lavorava e dove aveva conosciuto l'uomo. Era rimasta colpita dal modo spavaldo, strafottente e baldanzoso di lui.
De Ritter era scappato giovanissimo dalla cittadina nella quale stava tornando per la prima volta dopo oltre vent'anni. Per molti anni non ha mai dato notizie di sé alla madre, rimasta nel frattempo vedova. Ha girato il mondo vivendo di piccole e grandi truffe, inventandosi titoli e professioni. È pure stato in prigione. De Ritter e la compagna sono a corto di soldi ma lui si presenta nei vari posti della città, dove conosce tutti ma nessuno riconosce lui, come un ricco benestante in attesa di ricevere da un momento all'altro una importante somma da fantomatici soci con i quali è in affari.
Nel frattempo, Lea procaccia i soldi mostrandosi disponibile agli uomini che non possono non notarla, mentre De Ritter tenta con finto disinteresse di vendere a qualche citrullo un pezzo di vetro (spacciandolo per uno smeraldo grezzo) che si è procurato in India. Entrambi alloggiano in un  albergo ma in stanze separate e fanno finta di non conoscersi.
René, questo è il vero nome di De Ritter, non sa bene perché è tornato nella città natale. Ricordi e sensazioni sgradevoli si affastellano nella sua mente. È inquieto e non sa quale direzione far prendere alla propria vita. È insofferente della mediocrità e aspira a essere, più che stimato, invidiato. Solo Lea sembra conoscerlo e leggergli nell'animo. Lo esorta a ripartire, ma senza successo. Il rapporto tra i due è quello tipico tra  protettore e prostituta: dominio e timore, complicità e subordinazione. Forse René è persino geloso di Lea, ma non se lo può permettere e mantiene un tono di superiorità e indifferenza. La prima persona che va a trovare è una tale che chiama zia, la quale quando era piccolo lo coccolava e viziava. Le chiede dei soldi, un prestito anche se sa che non lo restituirà mai, e viene anche a sapere che una vecchia compagna di scuola, Marthe, non l'ha mai dimenticato. Figlia di un ricco negoziante, è rimasta nubile.
Lea, spinta de René, fa invaghire l'albergatore presso cui risiedono. La moglie se ne accorge e paradossalmente chiede proprio a De Ritter, come uomo di mondo che se ne intende di situazioni scabrose, di indurre Lea ad andarsene, promettendogli un'ingente somma nel caso lei accettasse di lasciare la città. Questa inaspettata fortuna lo mette di buon umore. Presi i soldi, si sposta con Lea in un'altra parte della città e riprende la vita del benestante nullafacente frequentandone i locali. La cosa in cui riesce meglio è incantare la gente raccontando di episodi fantasiosi e di numerose e importanti personalità incontrate nei vari continenti. Riesce persino a farsi assumere dal quotidiano locale per il quale scrive pezzi di colore che trovano favorevole accoglienza. Incanta tutti tranne un giovane redattore che intuisce la sua inconsistenza.
René si decide ad andare a trovare la madre, presentandosi con regali costosi, unicamente per farle vedere a quale livello di benessere, anche se falso, sia riuscito ad arrivare a dispetto della mediocrità della famiglia che lo ha messo al mondo. I rapporti sono freddi e formali. René decide poi di andare a trovare Marthe e, giorno dopo giorno, la circuisce con il suo charme pianificando con Lea un matrimonio di assoluta convenienza, unicamente per impadronirsi del patrimonio della donna. René convola a nozze. Inizia così uno strano ménage con la giovane sposa che cerca di assecondare le sue stravaganze e le sue intemperanze.
Lea pensa che questo passo possa compromettere la loro complicità e si allontana tacitamente, iniziando a frequentare, mentendo a René, proprio il giovane redattore che lo snobba. René, più che il tradimento, non sopporta lo smacco di essere passato in secondo piano e di non essere più capace di dominare psicologicamente Lea. È un affronto per il suo ego smisurato. Segue di nascosto i due amanti e uccide a rivoltellate il giovane, poi scappa. La polizia lo cerca a casa e Marthe apprende esterrefatta e sgomenta quanto è successo.

## Temi del romanzo
In questo breve romanzo Simenon tratta diversi temi: il ritorno ai luoghi natii, gli ambienti di provincia stagnanti nella loro quotidianità, la ricerca da parte del protagonista di una identità soffocata dalla routine e dalla noia accompagnata dalla smania di affermazione e riconoscimento, il rapporto conflittuale uomo-donna, dove la donna risulta quasi sempre più determinata e consapevole anche se succube.

## Edizioni
- (FR)   Georges Simenon, Faubourg, Parigi, Gallimard, 1937.
- Georges Simenon, Periferia, Milano, Arnoldo Mondadori, 1961.
- Georges Simenon, Faubourg, Milano, Adelphi, 2013.